# Sylheti

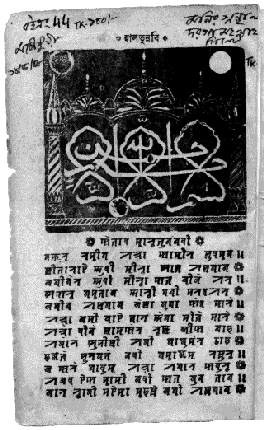
Cover eines Buches aus dem 19. Jahrhundert

Sylheti (Eigenbezeichnung: সিলেটি) ist eine indoarische Sprache. Es wird heute von geschätzten 11,8 Millionen Menschen weltweit gesprochen, hauptsächlich in der Division Sylhet von Bangladesch und im Barak-Tal von Assam sowie in nördlichen Teilen von Tripura. Außerhalb dieser Regionen gibt es in Hojai (Assam), Meghalaya, Manipur und Nagaland eine beträchtliche Anzahl von Sylheti-Sprechern sowie Diasporasprachgemeinschaften im Vereinigten Königreich, in den Vereinigten Staaten und im Nahen Osten.
Sylheti wird allgemein als Dialekt der bengalischen Sprache identifiziert, obwohl viele es als eigenständige Sprache betrachten. Phonologisch unterscheidet sich Sylheti vom Bengalischen und anderen regionalen Dialekten. Obwohl einige behaupten, dass Standard-Bengali mit Sylheti nicht gegenseitig verständlich ist, behaupten andere, dass der Unterschied relativ gering ist.

## Klassifikation
Die Kolonialstudie im 19. Jahrhundert betrachtete Sylheti als einen bengalischen Dialekt. In seinem Linguistic Survey of India, der 1903 anhand von Daten aus der zweiten Hälfte des 19. Jahrhunderts veröffentlicht wurde, identifizierte der Linguist George Abraham Grierson zwei Varianten von Sylheti (Westliches Sylheti und Östliches Sylheti) und klassifizierte sie als Ostbengalisch.
Sylhetis moderne sprachliche Klassifikation als Sprache oder als Dialekt von Bengali wird diskutiert. Die mangelnde gegenseitige Verständlichkeit ist ein wesentlicher Faktor bei der Debatte von Linguisten (meist nicht einheimisch) über Sylheti als eine von Bengali getrennte Sprache, im Gegensatz zu seiner offiziellen Position als Dialekt. Diese Überlegung durch Linguisten ist auch auf sprachliche Eigenschaften wie Phoneminventar, Allophonie, Flexionsmorphologie und Lexika zurückzuführen, die sich vom Standard-Bengali unterscheiden. Sylhet war Teil von British Assam und laut Grierson teilt Sylheti einige Merkmale mit Assamesisch, einschließlich einer größeren Anzahl von Beugungen als Standard-Bengali. Trotzdem sah Grierson Sylheti als Bengalischen Dialekt an.

## Sprecher

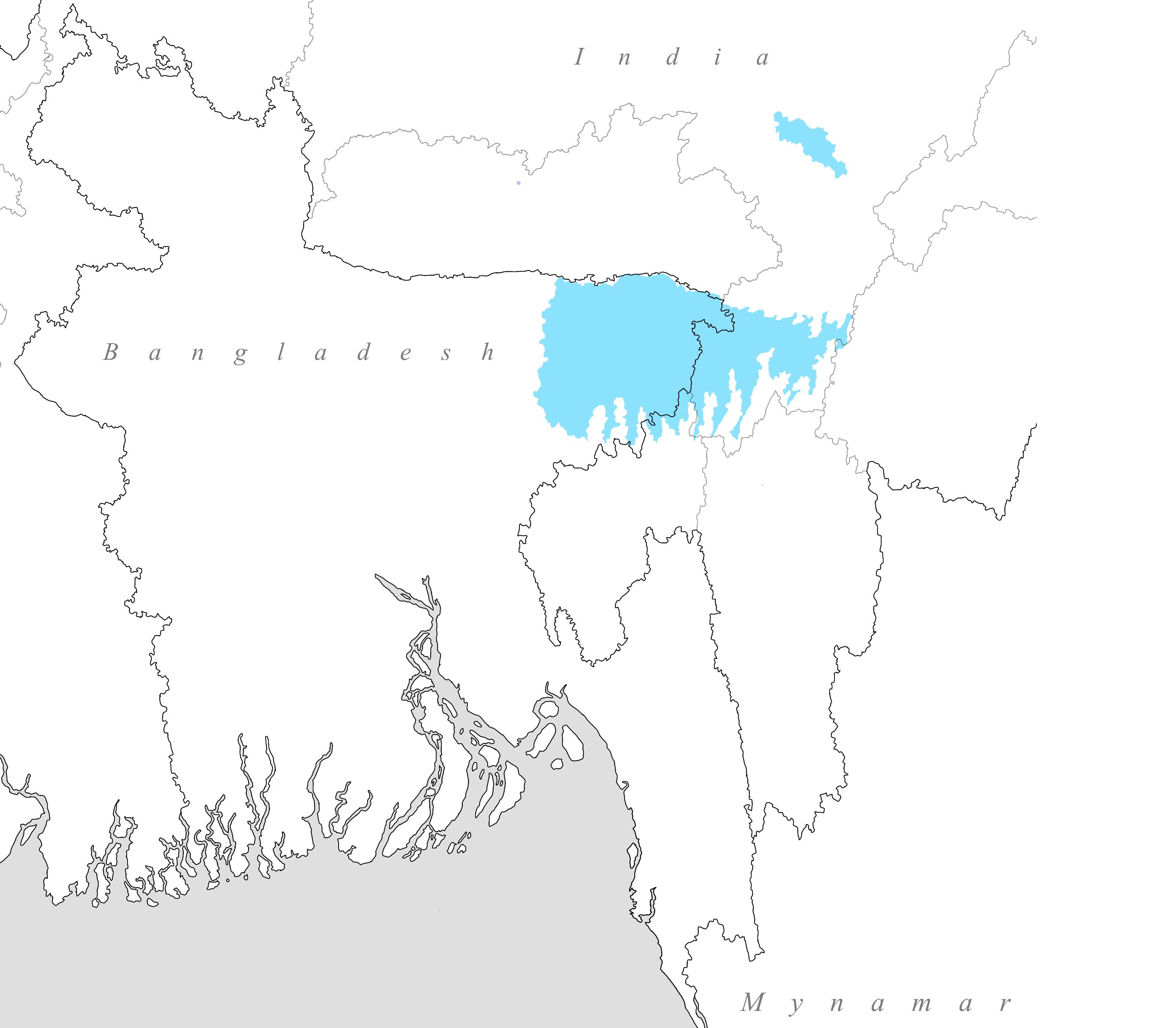
Sylheti-Sprachgebiet von Bangladesch und Indien.

Sylheti stammt aus einer Region, zu der etwa die Sylhet-Division von Bangladesch und das Barak-Tal von Assam sowie die nördlichen Teile von Tripura und der westliche Rand von Manipur gehören. Es gibt auch eine bedeutende Bevölkerung im Bezirk Hojai von Assam. Laut SIL International hat die Sprache ca. 12 Millionen Sprecher, knapp drei Viertel davon leben in Bangladesch.
Da viele Immigranten im Vereinigten Königreich aus Sylhet stammen, ist Sylheti eine häufige Sprache der bengalischen Diaspora.

## Phonologie
|                 | Vorne | Zentral | Hinten |
| --------------- | ----- | ------- | ------ |
| geschlossen     | /i/ ꠁ |         | /u/ ꠃ  |
| halbgeschlossen | /e/ ꠄ |         |        |
| halboffen       |       |         | /ɔ/ ꠅ  |
| offen           |       | /a/ ꠀ   |        |

|                      |            | Labial  | dental/ alveolar | retroflex | palato-alveolar | velar | glottal |
| -------------------- | ---------- | ------- | ---------------- | --------- | --------------- | ----- | ------- |
| Nasenstopp           | Nasenstopp | m ꠝ     | n ꠘ              |           |                 | ŋ ꠋ    |         |
| okklusiv/affrikieren | taub       |         | t̪ ꠔ/ꠕ            | ʈ ꠐ/ꠑ     |                 |       |         |
| okklusiv/affrikieren | stimmhaft  | b ꠛ/ꠜ   | d̪ ꠖ/ꠗ            | ɖ ꠒ/ꠓ     |                 | ɡ ꠉ/ꠊ |         |
| Frikativ             | taub       | ɸ~f ꠙ/ꠚ | s ꠌ/ꠍ            |           | ʃ ꠡ             | x ꠇ/ꠈ |         |
| Frikativ             | stimmhaft  |         | z ꠎ/ꠏ            |           |                 |       | ɦ ꠢ     |
| ramponiert           | ramponiert |         | ɾ ꠞ              |           |                 |       |         |
| spirante             | spirante   |         | l ꠟ              |           |                 |       |         |

## Schrift
Die Sprache ist hauptsächlich in bengalischer Schrift geschrieben, es wurde jedoch auch eine eigene Schrift, die als Sylheti Nagari bekannt ist, entwickelt. Historisch gesehen wurde Sylheti Nagari häufig von einigen Muslimen der unteren Klassen im Osten der Division Sylhet verwendet und beschränkte sich hauptsächlich auf das Schreiben religiöser Gedichte.
Als gefährdete Schrift wurde es seitdem hauptsächlich von Akademikern und Linguisten wiederbelebt.

## Belege
1. ↑  Iman Ghosh: Ranked: The 100 Most Spoken Languages Around the World. 15. Februar 2020, abgerufen am 29. Juli 2020 (amerikanisches Englisch).
2. ↑  Shakuntala Mahanta, Amalesh Gope: Tonal polarity in Sylheti in the context of noun faithfulness. In: Language Sciences. Band 69, 1. September 2018, ISSN 0388-0001, S. 80–97, doi:10.1016/j.langsci.2018.06.010 (sciencedirect.com [abgerufen am 29. Juli 2020]).
3. ↑  Sebastian M. Rasinger: Bengali-English in East London : a study in urban multilingualism. Peter Lang, 2007, ISBN 978-3-03911-036-0, S. 26, 27: „The linguistic classification of Sylheti is problematic and heavily debated... Sylheti is generally defined as a dialect of Bengali“
4. ↑  Ruxandra Comanaru and Jo d’Ardenne.Translation and cognitive testing of the harmonised personal well-being questions. April 2008. Office for National Statistics
5. ↑  Sebastian M. Rasinger: Bengali-English in East London : a study in urban multilingualism. Peter Lang, 2007, ISBN 978-3-03911-036-0, S. 26, 27: „The linguistic classification of Sylheti is problematic and heavily debated... Sylheti is generally defined as a dialect of Bengali“
6. ↑  „Chalmers and Miah (1996) describe Sylheti as a distinct language that is 'mutually unintelligible to a Standard Bengali speaker' (p. 6), but anecdotal evidence from members of the London-Bengali community suggests that the differences are relatively small (Rasinger, 2007)“
7. ↑  Amalesh Gope: The phonetics and phonology of Sylheti tonogenesis. Guwahati: Indian Institute of Technology, 2016 (englisch).
8. ↑  Amalesh Gope: The phonetics and phonology of Sylheti tonogenesis. Guwahati: Indian Institute of Technology, 2016 (englisch).